# Courcelles (Meurthe-et-Moselle)
Pour les articles homonymes, voir Courcelles.
Courcelles est une commune française située dans le département de Meurthe-et-Moselle en région Grand Est.

## Géographie
Courcelles est un village d’une centaine d’habitants, situé au sud du département de Meurthe-et-Moselle, dans le Saintois, en Lorraine. Il se trouve à 15 km de la ville de Mirecourt et à 10 km de la colline de Sion, lieu de pèlerinage.

Fig. 1 - Courcelles (ban communal).

D’après les données Corine land Cover, le ban communal de 432 hectares comportait en 2011, 20 % de forêt (bois du Chanot), 16 % de zones agricoles et 63 % de prairies. Le territoire est arrosé par le ruisseau des Pierres (2,81 km) et le ruisseau du Breuil (0,335 km),.

### Communes limitrophes
| Grimonviller | Pulney     | Fraisnes-en-Saintois |
| Aboncourt    | Courcelles | Fraisnes-en-Saintois |
| Chef-Haut    |            | Blémerey             |

### Hydrographie
La commune est dans le bassin versant du Rhin au sein du bassin Rhin-Meuse. Elle est drainée par le ruisseau des Pierres et le ruisseau du Breuil,.
Le ruisseau des Pierres, d'une longueur de 13 km, prend sa source dans la commune  et se jette  dans le Madon à Poussay, après avoir traversé six communes. 

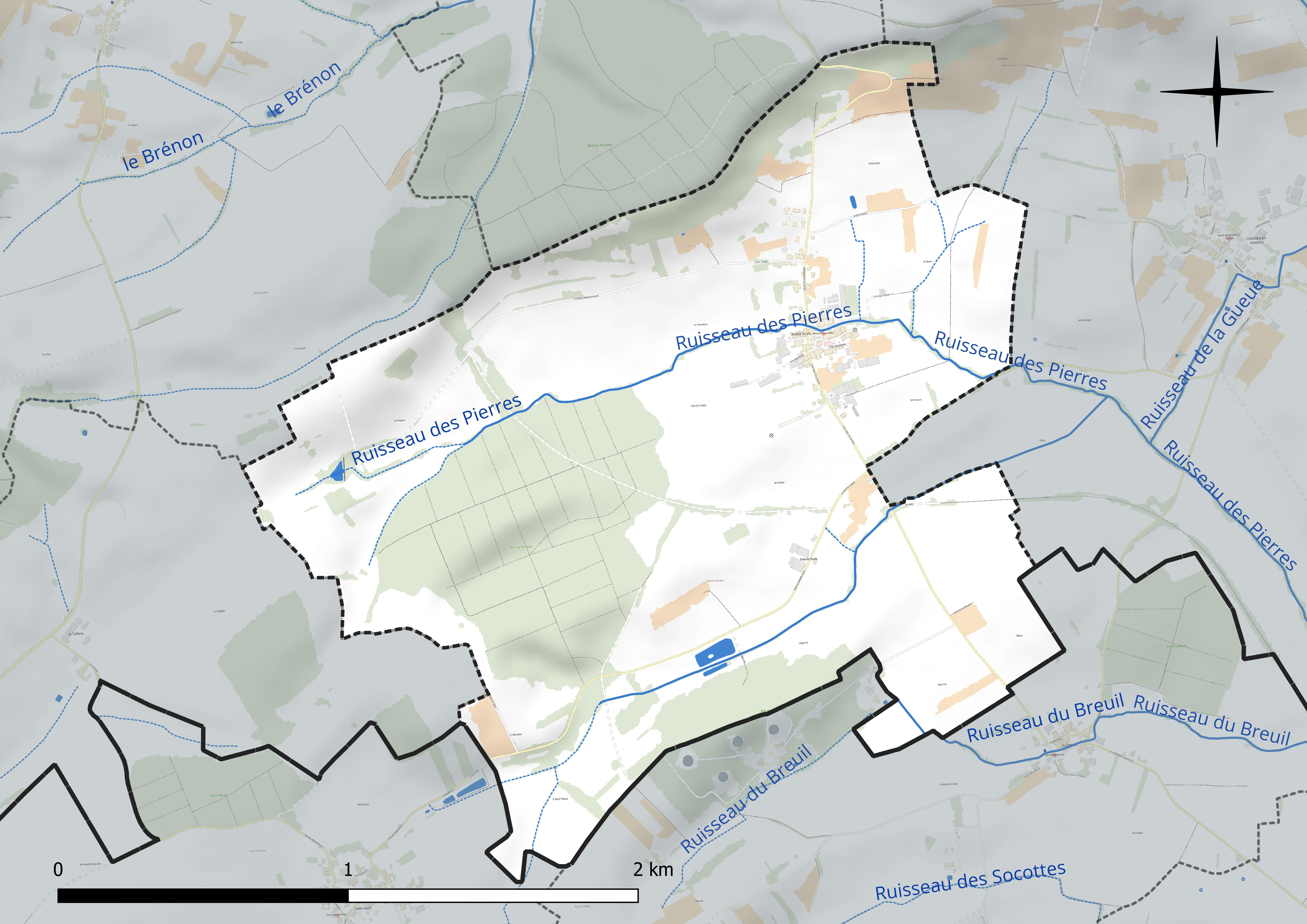
Réseau hydrographique de Courcelles.

### Climat
Pour des articles plus généraux, voir Climat du Grand Est et Climat de Meurthe-et-Moselle.
En 2010, le climat de la commune est de type climat de montagne, selon une étude du Centre national de la recherche scientifique s'appuyant sur une série de données couvrant la période 1971-2000. En 2020, Météo-France publie une typologie des climats de la France métropolitaine dans laquelle la commune est dans une zone de transition entre le climat océanique altéré et le climat océanique altéré et est dans la région climatique  Lorraine, plateau de Langres, Morvan, caractérisée par un hiver rude (1,5 °C), des vents modérés et des brouillards fréquents en automne et hiver. 
Pour la période 1971-2000, la température annuelle moyenne est de 9,5 °C, avec une amplitude thermique annuelle de 16,7 °C. Le cumul annuel moyen de précipitations est de 1 023 mm, avec 13 jours de précipitations en janvier et 9,4 jours en juillet. Pour la période 1991-2020, la température moyenne annuelle observée sur la station météorologique de Météo-France la plus proche, « Mirecourt-inra », sur la commune de Mirecourt à 11 km à vol d'oiseau, est de 10,4 °C et le cumul annuel moyen de précipitations est de 824,3 mm. 
La température maximale relevée sur cette station est de 39,5 °C, atteinte le 25 juillet 2019 ; la température minimale est de −19,5 °C, atteinte le 20 décembre 2009,,. 
Les paramètres climatiques de la commune ont été estimés pour le milieu du siècle (2041-2070) selon différents scénarios d'émission de gaz à effet de serre à partir des nouvelles projections climatiques de référence DRIAS-2020. Ils sont consultables sur un site dédié publié par Météo-France en novembre 2022.

## Urbanisme

### Typologie
Au 1er janvier 2024, Courcelles est catégorisée commune rurale à habitat dispersé, selon la nouvelle grille communale de densité à sept niveaux définie par l'Insee en 2022.
Elle est située hors unité urbaine et hors attraction des villes,.

### Occupation des sols
L'occupation des sols de la commune, telle qu'elle ressort de la base de données européenne d’occupation biophysique des sols Corine Land Cover (CLC), est marquée par l'importance des territoires agricoles (79,7 % en 2018), en diminution par rapport à 1990 (82,1 %). La répartition détaillée en 2018 est la suivante : prairies (63,7 %), forêts (20,3 %), zones agricoles hétérogènes (16 %). L'évolution de l’occupation des sols de la commune et de ses infrastructures peut être observée sur les différentes représentations cartographiques du territoire : la carte de Cassini (XVIIIe siècle), la carte d'état-major (1820-1866) et les cartes ou photos aériennes de l'IGN pour la période actuelle (1950 à aujourd'hui).

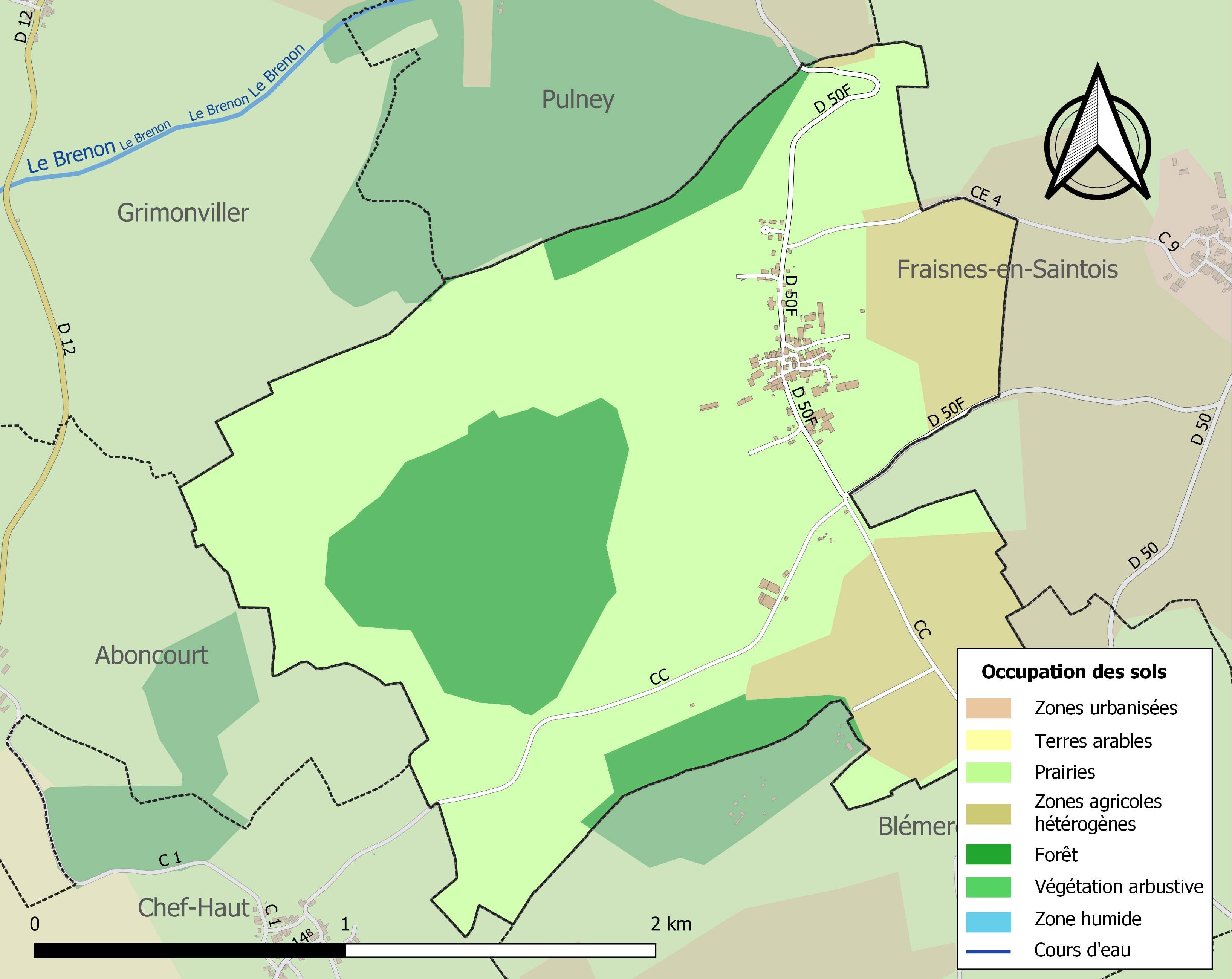
Carte des infrastructures et de l'occupation des sols de la commune en 2018 (CLC).

## Toponymie
Le nom de la localité est attesté sous les formes Gerardus de Corcelles (1094) ; Curezele (1106) ; Courxelle (1408) ; Courcelles-sous-Vaudémont (1779).
Courcelle est un nom commun en moyen français (Renaissance) qui désigne une « petite cour » ou « un petit jardin ». Ce nom est issu du mot gallo-roman et gallo-italien (Moyen Âge) corticella qui signifie « petit domaine » et qui est formé de cōrtem (forme médiévale du mot latin cohors) avec le suffixe diminutif -icella. Cohors désigne en latin une « cour » ou un « enclos ».
Les archives permettent de préciser que trois communes du même nom ont dépendu du Toulois, bien qu'aujourd'hui dans différents départements, dont Courcelles, autrefois Courcelles-sous-Vaudémont :
| Commune                   | Evêché | Bailliage    | Département | Commune actuelle          |
| ------------------------- | ------ | ------------ | ----------- | ------------------------- |
| Courcelles-sous-Vaudémont | Toul   | Vézelise     | Meurthe     | Courcelles                |
| Courcelles-sous-Chatenoy  | Toul   | Neufchâteau  | Vosges      | Courcelles-sous-Châtenois |
| Courcelles-aux-Bois       | Toul   | Saint-Mihiel | Meuse       | Courcelles-en-Barrois     |

## Histoire
Beaupré signale dans son répertoire archéologique la découverte en 1852 et 1855 sur le ban de la commune voisine de Fraisnes d'un bronze d'une grande beauté représentant Mercure assis, ce qui incite à penser que le territoire de la commune de Courcelles a pu être fréquenté à l'époque gallo-romaine.

Néanmoins le village semble plutôt de fondation plus récente (mérovingienne) puisque Henri Lepage indique dans son ouvrage : 
...Pibon, évêque de Toul (1105), donna à l'église St.-Gengoult un héritage, un fonds de terre à Courcelles (proedium de Cruceliis)... 
Enfin, le nom de ce village se retrouve encore dans la confirmation, par le pape Pascal II, des privilèges de l'abbaye de Saint-Mihiel (1106). Dans les Archives de Lorraine, en 1512, le duc Ferry engage Courcelles à Henri de Blâmont pour 600 bons petits tournois.
Quant au lien avec un certain Gérard de Courcelles en 1094 (ou 1097) H Lepage lui même émet un doute (?) dans son dictionnaire car c'est bien Courcelles-sous-Chatenois qui est la commune la plus proche de Neufchâteau et serait donc liée à une donation au prieuré Saint-Jacques.
Le clocher était, autrefois, une tour de défense (datée de 1118[réf. nécessaire]).
Courcelles possédait quatre chapelles : la chapelle de la Sainte-Trinité, fondée en 1509 par Nicolas Caloüé, curé du lieu ; la chapelle de Notre-Dame-de-Pitié, dite des Sept Coups ; la chapelle de Notre-Dame, fondée par Nicolas Mathieu, prêtre en 1547 et la chapelle de Sainte-Catherine, au cimetière. Ni l'abbé Grosse, ni H Lepage n'y font référence.[réf. nécessaire]

## Politique et administration
| Période                                  | Période      | Identité        | Étiquette | Qualité                                                     |
| ---------------------------------------- | ------------ | --------------- | --------- | ----------------------------------------------------------- |
| Les données manquantes sont à compléter. |              |                 |           |                                                             |
| mars 2001                                | En cours     | Serge Oudard    |           |                                                             |
| mars 2014                                | juillet 2020 | Bernard Saucy   |           | Retraité salarié du secteur privé                           |
| juillet 2020                             | En cours     | Sonia Chaumont, |           | Employée civile ou agent de service de la fonction publique |

## Population et société

### Démographie
L'évolution du nombre d'habitants est connue à travers les recensements de la population effectués dans la commune depuis 1793. Pour les communes de moins de 10 000 habitants, une enquête de recensement portant sur toute la population est réalisée tous les cinq ans, les populations de référence des années intermédiaires étant quant à elles estimées par interpolation ou extrapolation. Pour la commune, le premier recensement exhaustif entrant dans le cadre du nouveau dispositif a été réalisé en 2005.

En 2022, la commune comptait 87 habitants, en évolution de −15,53 % par rapport à 2016 (Meurthe-et-Moselle : −0,13 %, France hors Mayotte : +2,11 %).
| 1793 | 1800 | 1806 | 1821 | 1831 | 1836 | 1841 | 1846 | 1851 |
| ---- | ---- | ---- | ---- | ---- | ---- | ---- | ---- | ---- |
| 218  | 238  | 283  | 278  | 284  | 298  | 307  | 322  | 291  |

| 1856 | 1861 | 1872 | 1876 | 1881 | 1886 | 1891 | 1896 | 1901 |
| ---- | ---- | ---- | ---- | ---- | ---- | ---- | ---- | ---- |
| 285  | 285  | 270  | 305  | 327  | 266  | 211  | 223  | 212  |

| 1906 | 1911 | 1921 | 1926 | 1931 | 1936 | 1946 | 1954 | 1962 |
| ---- | ---- | ---- | ---- | ---- | ---- | ---- | ---- | ---- |
| 214  | 185  | 152  | 142  | 125  | 123  | 129  | 128  | 124  |

| 1968 | 1975 | 1982 | 1990 | 1999 | 2005 | 2006 | 2010 | 2015 |
| ---- | ---- | ---- | ---- | ---- | ---- | ---- | ---- | ---- |
| 122  | 115  | 102  | 94   | 101  | 84   | 79   | 107  | 103  |

| 2020 | 2022 | - | - | - | - | - | - | - |
| ---- | ---- | - | - | - | - | - | - | - |
| 92   | 87   | - | - | - | - | - | - | - |

## Économie
D'après les historiens, (Grosse, Lepage) l’activité était rurale au XIXe siècle :
« Surf. territ. : 270 hect. en terres lab., 54 en prés, 55 en bois 20. L'hectare semé en blé et en seigle peut rapporter 15 hectol., en orge 12, en avoine 20, planté en vignes 50. On y élève des chevaux, des vaches, des moutons et des porcs, et on s'y livre principalement à la culture des céréales et de la vigne dont les produits sont peu goûtés»
et donc également viticole.

### Secteur primaire ouAgriculture
Le secteur primaire comprend, outre les exploitations agricoles et les élevages, les établissements liés à l’exploitation de la forêt et les pêcheurs.
D'après le recensement agricole 2010 du Ministère de l'agriculture (Agreste), la commune de Courcelles était majoritairement orientée sur la production de bovins  (auparavant production de bovins et de lait ) sur une surface agricole utilisée d'environ 695 hectares (supérieure à la surface cultivable communale) en hausse depuis 1988 - Le cheptel en unité de gros bétail s'est renforcé de 815 à 1132 entre 1988 et 2010. Il n'y avait plus que 6 exploitation(s) agricole(s) ayant leur siège dans la commune employant 11 unité(s) de travail. (15 exploitations/18 unités de travail en 1988)

## Culture locale et patrimoine

### Lieux et monuments
- Église Saint-Jacques : tour romane, nef et chevet 1778.
- Vestiges de l'ancienne chapelle Sainte-Catherine.

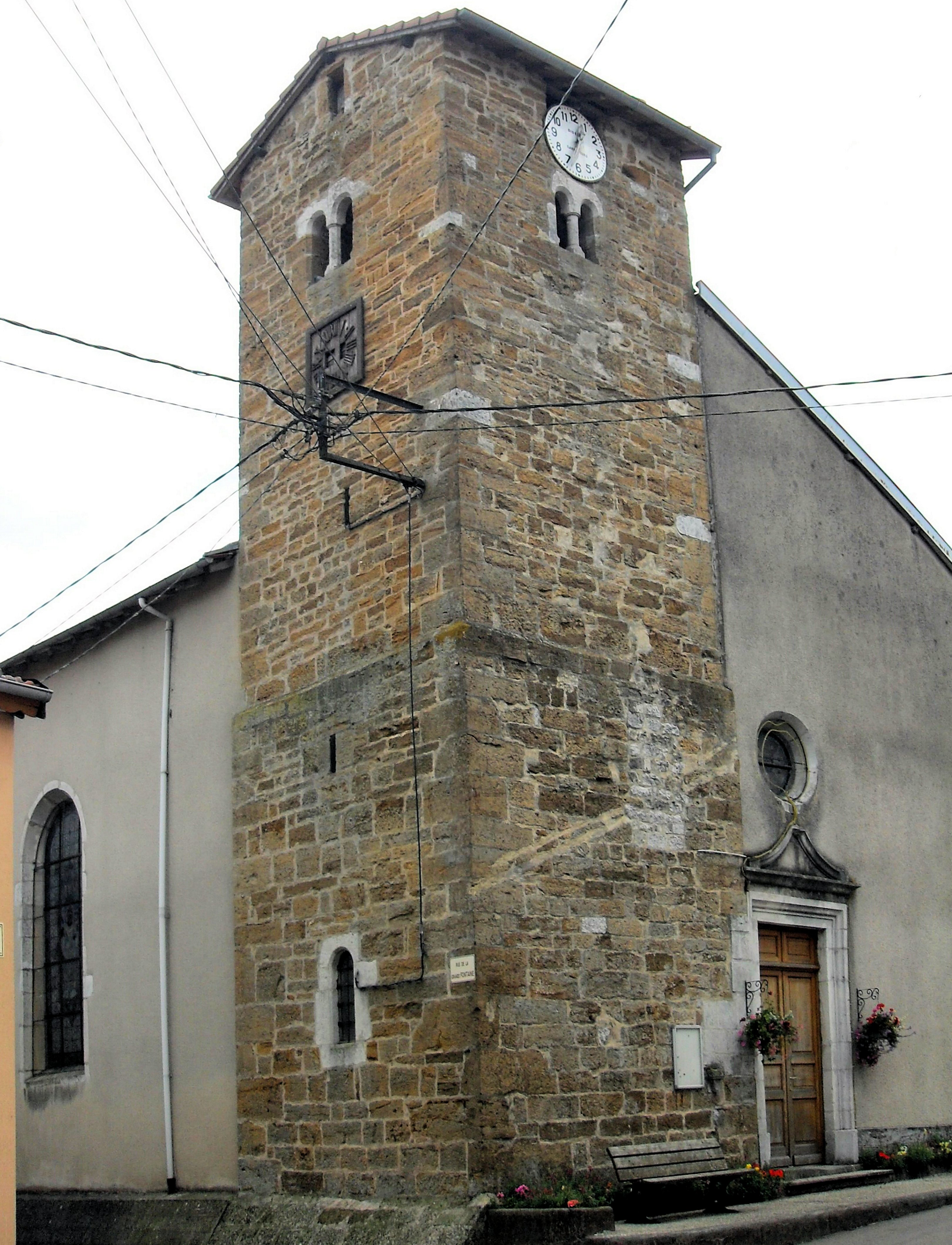
L'église, côté nord-ouest.
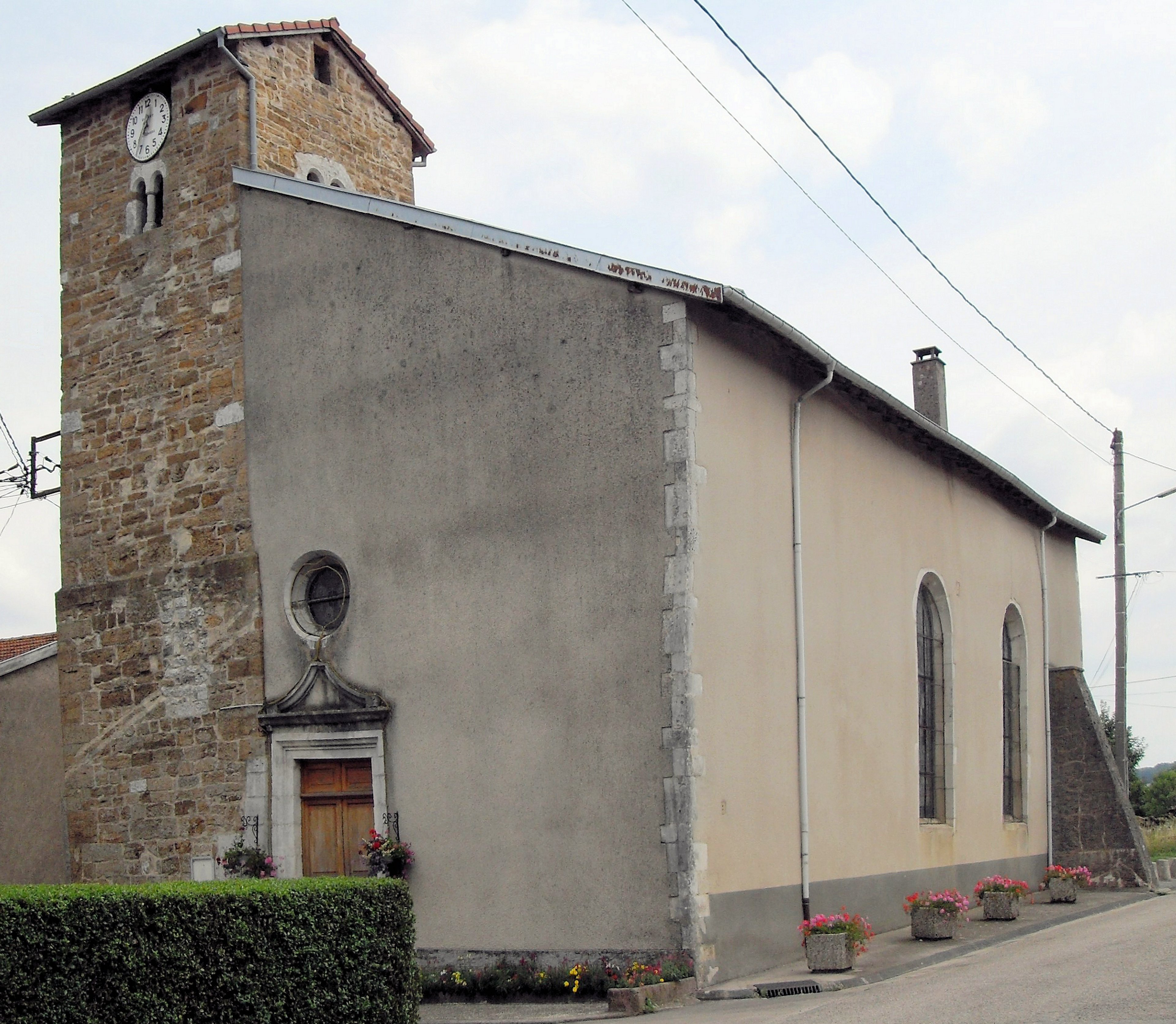
L'église, côté sud-ouest.

### Personnalités liées à la commune
- Charles Henri Innocent comte de Gourcy Récicourt  seigneur de Récicourt, Courcelles... Capitaine de la Louveterie du roi Louis XVI puis Maréchal des Camps ainsi que chevalier de l'Ordre royal et militaire de Saint-Louis.

### Héraldique, logotype et devise
| Blason de Courcelles | Blason  | Burelé d'argent et de sable de dix pièces ; sur le tout, d'or à trois croisettes d'azur. |
| Blason de Courcelles | Détails | Adopté en 1990.                                                                          |